# Lietuvos lenkų rinkimų akcija
Lietuvos lenkų rinkimų akcija (polsk: Akcja Wyborcza Polaków na Litwie) er et litauisk politisk parti, der repræsenterer polakker bosat i Litauen. Ved parlamentsvalget i 2008 vandt partiet 3 sæder i Seimas. Ved Europaparlamentsvalget i 2009 vandt partiet 1 plads i parlamentet. Ved Præsidentvalget samme år, opstillede partiet europaparlamentarikeren Waldemar Tomaszewski som deres kandidat. Han vandt 4.74% af stemmerne, og blev dermed nummer 4.
| Politisk parti | Spire Denne artikel om et politisk parti eller gruppe er en spire som bør udbygges. Du er velkommen til at hjælpe Wikipedia ved at udvide den. |